# HR 6806
HR 6806 je hvězda spektrálního typu K2V, která se nachází v souhvězdí Herkula ve vzdálenosti přibližně 36 světelných let od Země. Jedná se o oranžového trpaslíka, který je menší, chladnější a méně jasný než Slunce.

## Charakteristika
HR 6806 je hvězda hlavní posloupnosti s následujícími parametry:
- Spektrální třída: K2V
- Hmotnost: přibližně 0,8 M☉
- Poloměr: přibližně 0,72 R☉
- Svítivost: 0,24 L☉
- Teplota povrchu: 4900 K
- Stáří: 5,8–7,1 miliard let
- Rychlost rotace: oběh trvá přibližně 42 dní

Hvězda má relativně nízkou metalicitu, což naznačuje, že patří mezi starší objekty v naší galaxii. Její absolutní magnituda činí +6,19.

## Pohyb
HR 6806 má poměrně vysokou radiální rychlost, která činí −19,5 km/s. To znamená, že se pohybuje směrem k Sluneční soustavě. Rychlost jejího vlastního pohybu na obloze (propriální pohyb) činí −0,31644"/rok v rektascenzi a −0,46847"/rok v deklinaci.

## Možná variabilita
Ačkoliv HR 6806 byla zařazena mezi kandidáty na proměnné hvězdy, její variabilita zatím nebyla potvrzena.

## Význam
Hvězda HR 6806 je významná díky své blízkosti k Zemi a podobnosti se Sluncem. Díky tomu je vhodná pro zkoumání dynamiky hvězd hlavní posloupnosti a jejich planetárních systémů. Podobně jako jiné hvězdy třídy K by mohla být vhodným cílem pro hledání exoplanet.